# Ice Age: Dawn of the Dinosaurs (computerspel)
Ice Age: Dawn of the Dinosaurs is een computerspel, gebaseerd op de gelijknamige animatiefilm. Het platformspel werd uitgebracht door Activision in 2009 en is beschikbaar voor pc, Nintendo DS, PlayStation 2, PlayStation 3, Wii en Xbox 360.

## Gameplay
De speler kan spelen als Manny, Sid, Diego, Scrat, Scratté en Buck. Welk personage beschikbaar is, hangt af van het huidige level.

## Stemmen
Onderstaande stemacteurs zijn van toepassing op de Engelstalige versie:
- Ray Romano – Manny
- John Leguizamo – Sid
- Rick Pasqualone – Diego
- Queen Latifah – Ellie
- James Arnold Taylor – Crash
- Josh Peck – Eddie
- James Patrick Stuart – Buck
- Chris Wedge – Scrat
- Karen Disher – Scratté (Scratte)
- Bill Hader – Gazelle
- Rob Paulsen – Snelle Tony (Fast Tony)
- Keith Ferguson – Overige stemmen
- Nika Futterman – Overige stemmen
- Nolan North – Overige stemmen
- Tara Strong – Overige stemmen

## Trivia
- De allereerste trailer liet zien dat de speler ook met Ellie zou kunnen spelen. Dit is echter niet het geval.[1]